# ГЕС Берке
ГЕС Берке (тур. Berke Barajı) — гідроелектростанція на південному сході Туреччини. Знаходячись між ГЕС Сір (вище по течії) та ГЕС Асланташ, входить до складу каскаду на річці Джейхан, яка біля однойменного міста впадає до Середземного моря.
У межах проекту річку перекрили бетонною арковою греблею висотою 201 метр, довжиною 270 метрів та товщиною від 4,6 (по гребеню) до 27,5 (по основі) метра, яка потребувала 745 тис. м3 матеріалу. На час будівництва воду відвели за допомогою тунелю довжиною 0,5 км з діаметром 13 метрів. Гребля утримує витягнуте по долині річки на 25 км водосховище з площею поверхні 8 км2 та об'ємом 427 млн м3 (корисний об'єм 302 млн м3), в якому припустиме коливання рівня у операційному режимі між позначками 290 та 345 метрів НРМ.
Облаштований у підземному виконанні машинний зал обладнали трьома турбінами типу Френсіс потужністю по 170 МВт, які при напорі у 190 метрів повинні забезпечувати виробництво 1669 млн кВт-год електроенергії на рік.
Вихід відвідного тунелю, по якому відпрацьована вода повертається у річку, розташований на правому березі за 1,7 км від греблі.
Видача продукції відбувається по ЛЕП, розрахованій на роботу під напругою 154 кВ.